# Ronde van Gabon 2010
De vijfde Ronde van Gabon werd gehouden van 19 tot en met 24 januari 2010. Eindwinnaar werd de Fransman Anthony Charteau van Bbox Bouygues Télécom.

## Etappe-overzicht
| Etappe | Start      | Finish      | Afstand | Winnaar          | Land                | Leider           | Land               |
| ------ | ---------- | ----------- | ------- | ---------------- | ------------------- | ---------------- | ------------------ |
| 1      | Bongoville | Akiéni      | 81 km   | Samuel Dumoulin  | Vlag van Frankrijk  | Samuel Dumoulin  | Vlag van Frankrijk |
| 2      | Kabala     | Franceville | 125 km  | Julien Loubet    | Vlag van Frankrijk  | Julien Loubet    | Vlag van Frankrijk |
| 3      | Ngouoni    | Moanda      | 101 km  | Nicolas Rousseau | Vlag van Frankrijk  | Anthony Charteau | Vlag van Frankrijk |
| 4      | Ndjolé     | Lambaréné   | 133 km  | Anthony Charteau | Vlag van Frankrijk  | Anthony Charteau | Vlag van Frankrijk |
| 5      | Lambaréné  | Kango       | 149 km  | Yohann Gène      | Vlag van Frankrijk  | Anthony Charteau | Vlag van Frankrijk |
| 6      | Owendo     | Libreville  | 130 km  | Michael Reihs    | Vlag van Denemarken | Anthony Charteau | Vlag van Frankrijk |

## Eindklassement
| rang | renner           | land                 | ploeg                          | tijd      |
| ---- | ---------------- | -------------------- | ------------------------------ | --------- |
| 1    | Anthony Charteau | Vlag van Frankrijk   | Bbox Bouygues Télécom          | 17u48'52" |
| 2    | Ian McLeod       | Vlag van Zuid-Afrika | MTN Energade                   | 11"       |
| 3    | Julien Loubet    | Vlag van Frankrijk   | AG2R-La Mondiale               | 19"       |
| 4    | Samuel Dumoulin  | Vlag van Frankrijk   | Cofidis                        | 39"       |
| 5    | Yohann Gène      | Vlag van Frankrijk   | Bbox Bouygues Télécom          | 48"       |
| 6    | Julien Berard    | Vlag van Frankrijk   | AG2R-La Mondiale               | 57"       |
| 7    | Amaël Moinard    | Vlag van Frankrijk   | Cofidis                        | 57"       |
| 8    | Nicolas Rousseau | Vlag van Frankrijk   | AG2R-La Mondiale               | 1'12"     |
| 9    | Jimmi Sørensen   | Vlag van Denemarken  | Team Designa Køkken-Blue Water | 1'22"     |
| 10   | Jaco Venter      | Vlag van Zuid-Afrika | MTN Energade                   | 1'38"     |
| 38   | Frédéric Obiang  | Vlag van Gabon       | Gabon                          | op 14'34" |

2006 · 2007 · 2008 · 2009 · 2010 · 2011 · 2012 · 2013 · 2014 · 2015 · 2016 · 2017 · 2018 · 2019 · 2020 · 2023